# Campionatele Europene de Natație în bazin scurt 2021
Cea de-a XXV-a ediție a Campionatelor Europene de înot în bazin scurt a avut loc în perioada 2–7 noiembrie 2021 la Palatul Acvatic din Kazan, Rusia.

## Țări și participanți
Există 41 de federații membre LEN care și-au înscris sportivii la eveniment; numărul total de participanți este de 391, dintre care 202 sunt bărbați și 189 sunt femei.
| - Albania (6) - Andorra (3) - Armenia (7) - Austria (12) - Belgia (4) - Belarus (6) - Bosnia și Herțegovina (4) - Bulgaria (1) - Croația (2) - Danemarca (7) - Estonia (5) | - Finlanda (10) - Franța (11) - Georgia (4) - Germania (16) - Grecia (6) - Irlanda (3) - Islanda (3) - Israel (11) - Italia (40) - Letonia (5) | - Liechtenstein (1) - Lituania (4) - Luxemburg (3) - Malta (3) - Muntenegru (4) - Norvegia (11) - Țările de Jos (20) - Polonia (16) - Portugalia (3) - Cehia (11) | - România (4) - Rusia (63) - Serbia (3) - Slovacia (10) - Slovenia (7) - Spania (11) - Suedia (15) - Elveția (4) - Turcia (19) - Ungaria (13) |

## Tabel medalii
| Loc   | Țară          | Aur | Argint | Bronz | Total |
| ----- | ------------- | --- | ------ | ----- | ----- |
| 1     | Rusia         | 11  | 5      | 8     | 24    |
| 2     | Țările de Jos | 8   | 5      | 5     | 18    |
| 3     | Italia        | 7   | 18     | 10    | 35    |
| 4     | Suedia        | 4   | 1      | 1     | 6     |
| 5     | Ungaria       | 3   | 1      | 1     | 5     |
| 6     | Polonia       | 2   | 2      | 4     | 8     |
| 7     | Belarus       | 2   | 2      | 0     | 4     |
| 8     | Grecia        | 1   | 2      | 2     | 5     |
| 9     | Germania      | 1   | 1      | 4     | 6     |
| 10    | România       | 1   | 1      | 1     | 3     |
| 10    | Turcia        | 1   | 1      | 1     | 3     |
| 12    | Israel        | 1   | 0      | 0     | 1     |
| 13    | Franța        | 0   | 1      | 1     | 2     |
| 14    | Danemarca     | 0   | 1      | 0     | 1     |
| 14    | Estonia       | 0   | 1      | 0     | 1     |
| 14    | Serbia        | 0   | 1      | 0     | 1     |
| 14    | Elveția       | 0   | 1      | 0     | 1     |
| 14    | Cehia         | 0   | 1      | 0     | 1     |
| 19    | Austria       | 0   | 0      | 2     | 2     |
| 20    | Slovenia      | 0   | 0      | 1     | 1     |
| Total | Total         | 42  | 45     | 41    | 128   |

## Rezultate

### Masculin
| Probă                 | Aur | Aur       | Argint | Argint   | Bronz                                                                                                   | Bronz    |
| 50 m liber            | Szebasztián Szabó | 20.72     | Lorenzo Zazzeri | 20.84    | Paweł Juraszek Vladimir Morozov                                                                         | 20.95    |
| 100 m liber           | Kliment Kolesnikov | 45.58     | Alessandro Miressi | 45.84    | Vladislav Grinev                                                                                        | 46.06    |
| 200 m liber           | David Popovici | 1:42.12   | Luc Kroon | 1:42.20  | Stan Pijnenburg                                                                                         | 1:42.51  |
| 400 m liber           | Luc Kroon | 3:38.33   | Matteo Ciampi | 3:38.58  | Marco De Tullio                                                                                         | 3:38.80  |
| 800 m liber           | Gregorio Paltrinieri | 7:27.94 · | Florian Wellbrock | 7:27.99  | Sven Schwarz                                                                                            | 7:33.85  |
| 1500 m liber          | Florian Wellbrock | 14:09.88  | Gregorio Paltrinieri | 14:13.07 | Sven Schwarz                                                                                            | 14:26.24 |
| 50 m spate            | Kliment Kolesnikov | 22.47 ·   | Michele Lamberti | 22.65    | Robert Glință                                                                                           | 22.74    |
| 100 m spate           | Kliment Kolesnikov | 49.13     | Robert Glință | 49.31    | Apostolos Christou                                                                                      | 49.87    |
| 200 m spate           | Radosław Kawęcki | 1:48.46   | Lorenzo Mora | 1:49.73  | Michele Lamberti                                                                                        | 1:50.26  |
| 50 m bras             | Ilya Shymanovich | 25.25 ·   | Emre Sakçı | 25.39    | Nicolò Martinenghi                                                                                      | 25.54    |
| 100 m bras            | Nicolò Martinenghi | 55.63     | Ilya Shymanovich | 55.77    | Arno Kamminga                                                                                           | 55.79    |
| 200 m bras            | Ilya Shymanovich | 2:01.73   | Arno Kamminga | 2:01.74  | Mikhail Dorinov                                                                                         | 2:02.07  |
| 50 m fluture          | Szebasztián Szabó | 21.75 ·   | Matteo Rivolta | 22.14    | Thomas Ceccon                                                                                           | 22.24    |
| 100 m fluture         | Szebasztián Szabó | 49.68     | Michele Lamberti | 49.79    | Jakub Majerski                                                                                          | 49.86    |
| 200 m fluture         | Alberto Razzetti | 1.50.24   | Kristóf Milák | 1:51.11  | Egor Pavlov                                                                                             | 1:51.81  |
| 100 m individual mixt | Marco Orsi | 50.95     | Andreas Vazaios | 51.72    | Bernhard Reitshammer                                                                                    | 51.91    |
| 200 m individual mixt | Andreas Vazaios | 1.51.70   | Thomas Ceccon | 1.52.49  | Alberto Razzetti                                                                                        | 1.52.75  |
| 400 m individual mixt | Ilya Borodin | 3:58.83 · | Alberto Razzetti | 4:00.34  | Hubert Kós                                                                                              | 4:03.16  |
| 4×50 m liber          | Țările de Jos Jesse Puts (21.10) Stan Pijnenburg (20.74) Kenzo Simons (20.59) Thom de Boer (20.46)                                                                | 1:22.89   | Italia Alessandro Miressi (21.20) Thomas Ceccon (20.82) Lorenzo Zazzeri (20.24) Marco Orsi (20.66)                                                                   | 1:22.92  | Rusia Vladimir Morozov (21.22) Vladislav Grinev (20.69) Evgeny Rylov (20.99) Kliment Kolesnikov (20.45) | 1:23.35  |
| 4×50 m mixt           | Italia Michele Lamberti (22.62) Nicolò Martinenghi (25.14) Marco Orsi (22.17) Lorenzo Zazzeri (20.21) Lorenzo Mora Federico Poggio Thomas Ceccon Leonardo Deplano | 1:30.14 · | Rusia Kliment Kolesnikov (22.58) Oleg Kostin (25.51) Vladimir Morozov (22.18) Vladislav Grinev (20.52) Pavel Samusenko Danil Semyaninov Daniil Markov Sergey Fesikov | 1:30.79  | Țările de Jos Stan Pijnenburg (23.80) Arno Kamminga (25.48) Jesse Puts (22.56) Thom de Boer (20.32)     | 1:32.16  |

### Feminin
| Probă                 | Aur | Aur        | Argint                                                                                                  | Argint   | Bronz | Bronz          |
| 50 m liber            | Sarah Sjöström                                                                                           | 23.12 ·    | Katarzyna Wasick                                                                                        | 23.49    | Maria Kameneva                                                                                                 | 23.72          |
| 100 m liber           | Sarah Sjöström                                                                                           | 51.26      | Katarzyna Wasick                                                                                        | 51.58    | Marrit Steenbergen                                                                                             | 51.92          |
| 200 m liber           | Marrit Steenbergen                                                                                       | 1:52.75    | Barbora Seemanova                                                                                       | 1:53.58  | Katja Fain | 1:53.88        |
| 400 m liber           | Anastasiya Kirpichnikova                                                                                 | 3:59.18    | Anna Egorova                                                                                            | 4:00.52  | Isabel Marie Gose                                                                                              | 4:01.37        |
| 800 m liber           | Anastasiya Kirpichnikova                                                                                 | 8:04.65    | Simona Quadarella                                                                                       | 8:10.54  | Isabel Marie Gose                                                                                              | 8:10.60        |
| 1500 m liber          | Anastasiya Kirpichnikova                                                                                 | 15:18.30 · | Simona Quadarella                                                                                       | 15:34.16 | Martina Caramignoli                                                                                            | 15:37.33       |
| 50 m spate            | Kira Toussaint                                                                                           | 25.79      | Analia Pigrée                                                                                           | 26.08    | Maaike de Waard                                                                                                | 26.11          |
| 100 m spate           | Kira Toussaint                                                                                           | 55.76      | Maaike de Waard                                                                                         | 55.86    | Analia Pigrée                                                                                                  | 56.40          |
| 200 m spate           | Kira Toussaint                                                                                           | 2:01.26    | Margherita Panziera                                                                                     | 2:02.05  | Lena Grabowski                                                                                                 | 2:04.74        |
| 50 m bras             | Arianna Castiglioni                                                                                      | 29.66      | Benedetta Pilato                                                                                        | 29.75    | Nika Godun | 29.80          |
| 100 m bras            | Martina Carraro                                                                                          | 1:04.01    | Evgeniia Chikunova Eneli Jefimova                                                                       | 1:04.25  | Nu s-a acordat                                                                                                 | Nu s-a acordat |
| 200 m bras            | Evgeniia Chikunova                                                                                       | 2:16.88 ·  | Maria Temnikova                                                                                         | 2:18.45  | Francesca Fangio                                                                                               | 2:19.69        |
| 50 m fluture          | Sarah Sjöström                                                                                           | 24.50 ·    | Maaike de Waard                                                                                         | 24.97    | Silvia Di Pietro Anna Ntountounaki                                                                             | 25.09          |
| 100 m fluture         | Sarah Sjöström                                                                                           | 55.84      | Anna Ntountounaki Anastasiya Shkurdai                                                                   | 56.35    | Nu s-a acordat                                                                                                 | Nu s-a acordat |
| 200 m fluture         | Svetlana Chimrova                                                                                        | 2:04.97    | Helena Rosendahl Bach                                                                                   | 2:05.02  | Ilaria Bianchi                                                                                                 | 2:05.43        |
| 100 m individual mixt | Alicja Tchórz                                                                                            | 57.82      | Maria Kameneva                                                                                          | 57.83    | Sarah Sjöström                                                                                                 | 58.05          |
| 200 m individual mixt | Anastasia Gorbenko                                                                                       | 2:05.17    | Maria Ugolkova                                                                                          | 2:06.41  | Viktoriya Zeynep Güneș                                                                                         | 2:07.67        |
| 400 m individual mixt | Viktoriya Zeynep Güneș                                                                                   | 4:30.45    | Anja Crevar Sara Franceschi                                                                             | 4:30.47  | Nu s-a acordat                                                                                                 | Nu s-a acordat |
| 4×50 m liber          | Rusia Rozaliya Nasretdinova (24.18) Arina Surkova (23.41) Maria Kameneva (23.70) Daria Klepikova (23.63) | 1:34.92    | Țările de Jos Kim Busch (24.18) Maaike de Waard (23.71) Kira Toussaint (23.92) Valerie van Roon (23.66) | 1:35.47  | Polonia Katarzyna Wasick (23.40) Kornelia Fiedkiewicz (24.20) Dominika Sztandera (24.87) Alicja Tchorz (23.47) | 1:35.94        |
| 4×50 m mixt           | Rusia Maria Kameneva (26.42) Nika Godun (29.47) Arina Surkova (24.49) Daria Klepikova (23.81)            | 1:44.19    | Suedia Hanna Rosvall (26.57) Emelie Fast (29.96) Sara Junevik (24.85) Sarah Sjöström (22.94)            | 1:44.32  | Italia Silvia Scalia (26.59) Arianna Castiglioni (29.36) Elena Di Liddo (24.97) Silvia Di Pietro (23.54)       | 1:44.46        |

### Mixt
| Probă               | Aur | Aur       | Argint | Argint  | Bronz | Bronz   |
| 4 × 100 metri liber | Țările de Jos Jesse Puts (21.06) Thom de Boer (20.55) Maaike de Waard (23.46) Kim Busch (23.86) Kenzo Simons Stan Pijnenburg Tamara van Vliet Valerie van Roon | 1:28.93   | Italia Alessandro Miressi (21.33) Lorenzo Zazzeri (20.59) Silvia Di Pietro (23.48) Costanza Cocconcelli (24.00) Leonardo Deplano Filippo Megli Chiara Tarantino                    | 1:29.40 | Polonia Paweł Juraszek (21.33) Jakub Majerski (21.03) Alicja Tchórz (24.01) Katarzyna Wasick (23.09)                                                                        | 1:29.46 |
| 4 × 100 metri mixt  | Țările de Jos Kira Toussaint (25.99) Arno Kamminga (25.54) Maaike de Waard (24.50) Thom de Boer (20.15) Kim Busch Jesse Puts                                   | 1:36.18 · | Italia Michele Lamberti (22.72) Nicolò Martinenghi (25.13) Elena Di Liddo (25.09) Silvia Di Pietro (23.45) Matteo Rivolta Alessandro Pinzuti Costanza Cocconcelli Chiara Tarantino | 1:36.39 | Rusia Kliment Kolesnikov (22.47) Oleg Kostin (25.58) Arina Surkova (24.88) Maria Kameneva (23.49) Pavel Samusenko Kirill Strelnikov Svetlana Chimrova Rozaliya Nasretdinova | 1:36.42 |